# Synagogue centrale de Buenos Aires
Le  Temple Liberté (en espagnol, Templo Libertad) est une synagogue située à Buenos Aires, rue Libertad, proche du célèbre Teatro Colón. La synagogue est le siège de la Congrégation israélite de la République argentine et abrite un musée historique juif.  